# Avinyonet del Penedès
Avinyonet del Penedès ist eine katalanische Gemeinde in der Provinz Barcelona im Nordosten Spaniens. Sie liegt in der Comarca Alt Penedès.